# Лужицкие языковые памятники

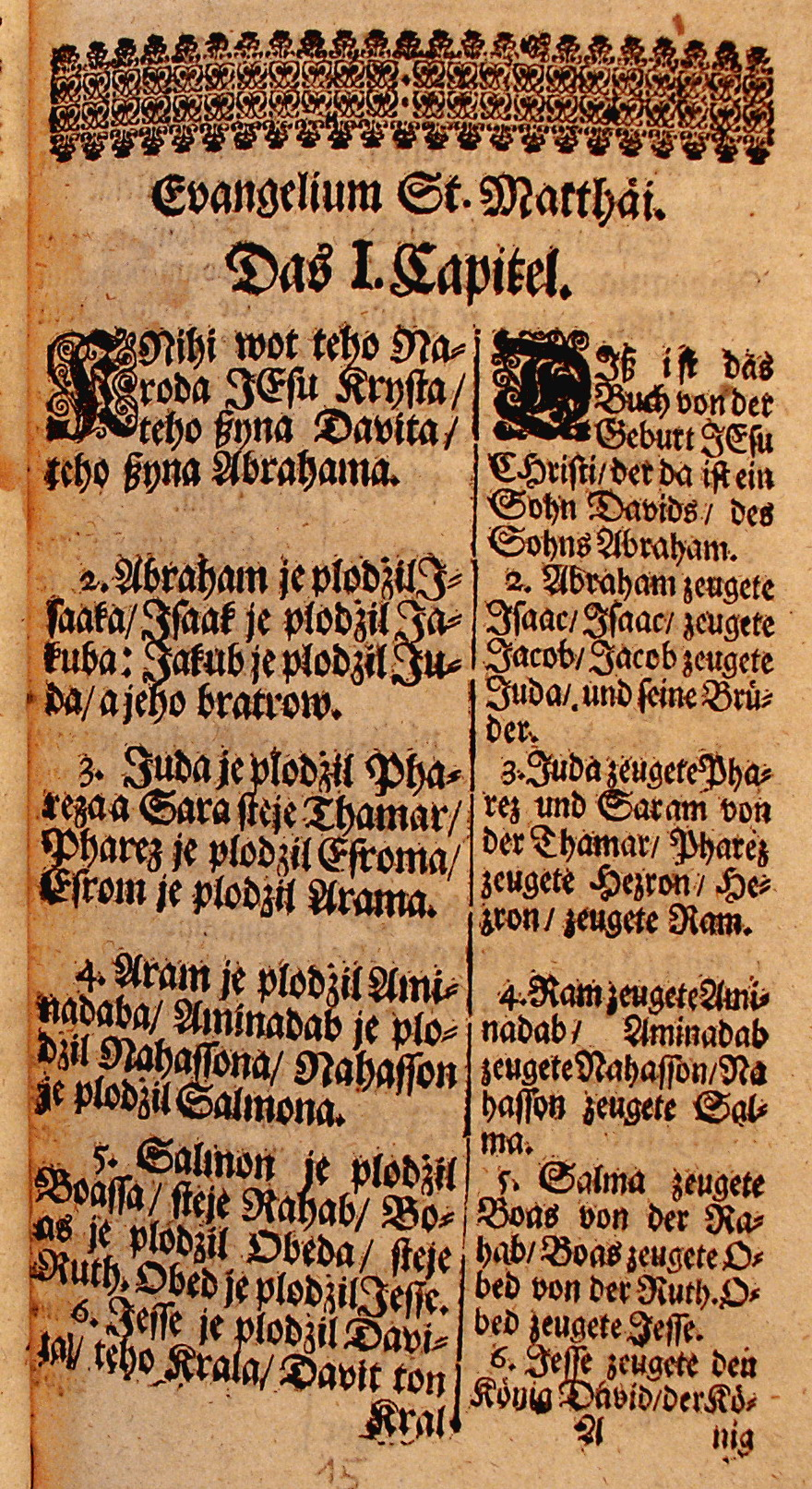
Новый Завет в переводе Михала Френцеля

Лужицкие языковые памятники (в.-луж. Serbske rěčne pomniki) — наименование группы рукописных или печатных памятников, которые представляют собой образцы развития лужицких языков. Самым древним памятником являются сохранившиеся до нашего времени фрагменты так называемых песен «Magdeburgske glosy», которые датируются XII веком. Остальные памятники относятся к более позднему периоду, начиная с XVI века.

## Список
- «Budyska přisaha» (Будишинская присяга) — около 1530 года;
- «Gregoriusowe kěrlušowe knižki» — молитвенные песнопения, 1593 год;
- «Warichiusowy katechizm» — катехизис, 1595;
- «Martinijowe pokutne psalmy» авторства Грегора Мартини — псалтырь, 1627;
- «Bartske kěrlušowe knižki» — молитвенные песнопения, вторая половина XVII века;
- «Cichoriusowy rukopis» — рукопись, 1663;
- «Frenclowej sćeni Mateja a Marka»[1] — перевод Михала Френцеля частей Евангелий от Матфея и Марка, 1670;
- «Frenclowa Budestečanska dupa» — сочинение Михала Френцеля, 1688;
- «Frenclowy Mały katechizm»[2] — малый катехизис в переводе Михала Френцеля, 1693;
- «Psaltar 1703»[3] — Псалтырь в переводе неизвестных лужицких священников, 1703;
- «Nowy Zakon 1706»[4] — Новый Завет в переводе Михала Френцеля, 1706;
- «Biblija 1728»[5] — перевод Библии, 1728. Перевод четырёх лютеранских священников Яна Бемара, Матея Йокуша, Яна Ланги и Яна Вавера[6]. Издан благодаря деятельности лужицкой просветительской организации «Сербское проповедническое общество».